# Eremophila debilis
Eremophila debilis är en flenörtsväxtart som först beskrevs av Gábor Gabriel Andreánszky, och fick sitt nu gällande namn av R.J. Chinnock. Eremophila debilis ingår i släktet Eremophila och familjen flenörtsväxter. Inga underarter finns listade i Catalogue of Life.